# 格林納達—美國關係
格林纳达-美国关系是格林纳达和美国之间的双边关系。1974年2月7日，格林纳达从大不列颠及北爱尔兰联合王国获得独立，美国于格林纳达独立当日给予外交承认，并于1974年11月29日正式建立外交关系。1984年2月，美国在格林纳达设立常驻大使馆。但签证业务等仍然由美国驻巴巴多斯大使馆兼辖。